# Stjepan Konzul Istranin

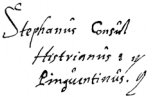
Signatur von Stjepan Konzul Istranin, 1563

Stjepan Konzul Istranin (auch Stephanus Consul Histrianus (deutsch Stephan Consul); * 1521 in Buzet (Istrien), Republik Venedig; † nach 1568) war ein protestantischer Theologe und Bibelübersetzer. Er war der erste Übersetzer des Neuen Testaments in die kroatische Sprache.

## Biographie

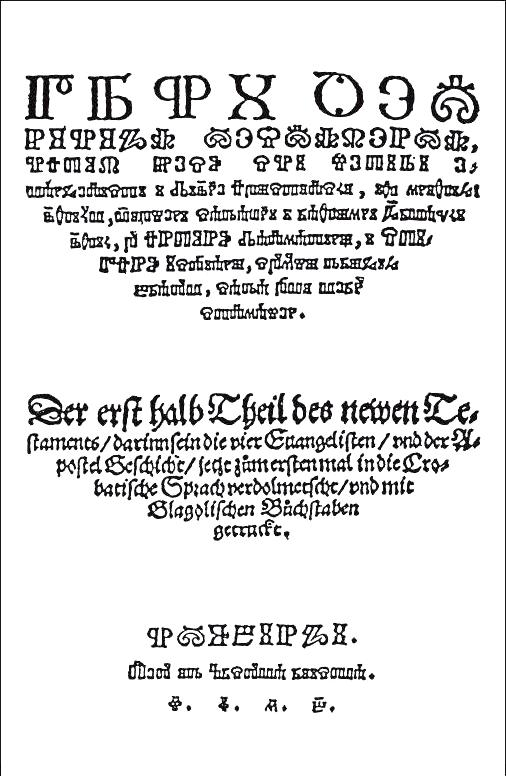
Neues Testament auf Kroatisch in glagolitischer Schrift, 1562

Stjepan Konzul wurde 1521 in Buzet geboren. Zu dieser Zeit gehörte die Region zum Habsburgerreich, unterstand der Gerichtsbarkeit der katholischen Diözese Koper und für liturgische Texte wurde Altkirchenslawisch verwendet.
Über die Jugend und Ausbildung  von Stephan Consul ist nichts bekannt.
Istranin war um 1545 im istrischen Pazin als katholischer Pfarrer tätig. 1549 verlor er aufgrund seiner Nähe zum Protestantismus seine Pfarrstelle. Auf Anraten von Primož Trubar ging er 1559 nach Ljubljana, wo sein späterer Kollege Antun Dalmatin bereits mit der Übersetzung liturgischer Texte beschäftigt war.
1553 bekam er dann eine Anstellung als Gesangslehrer in Regensburg. 1557 schloss er sich Trubars Projekt an, protestantische Schriften auf Slowenisch und Kroatisch zu veröffentlichen und begann, einige seiner Schriften in glagolitischer Schrift ins Kroatische zu übersetzen.
Auf Einladung von Trubar war Konzul nach 1561 in der Uracher Bibelanstalt zur Veröffentlichung protestantischer Bücher auf Slowenisch und Kroatisch tätig. Er organisierte die Arbeit der Druckerei in Urach, die von 1561 bis 1565 tätig war, und druckte zusammen mit Antun Dalmatin, der sich ihm anschloss, unter anderem  Tabla za dicu (1561) und das Neue Testament Kroatische Sprache (1562 und 1563).
Nach Drucklegung des ersten Teils kam es zwischen ihm und Trubar zu Meinungsverschiedenheiten über die Qualität der Übersetzung, so dass die Zusammenarbeit endete.
Er signierte seine Werke unter anderem mit Stephanus Consul Histrianus.